# Bernt Anker
Bernt Anker (Oslo, 22 de noviembre de 1746 – 21 de abril de 1805) fue un comerciante, chambelán y dramaturgo noruego.
Nació en Christiania; hijo de Christian Ancher, hermano de Peder Anker y primo de Carsten Anker. Su negocio incluía el comercio de madera a gran escala, con grandes ingresos por el suministro a la flota de Inglaterra. Con el tiempo, se convirtió en la persona más rica de Noruega. Entre sus propiedades se encontraban Frogner Manor y Moss Jernverk. Su magnífica residencia Paléet, cerca de Bjørvika, se utilizó como residencia real después de su muerte, hasta la finalización del Palacio Real en Christiania.
Fue elegido Fellow of the Royal Society de Londres en 1782. Fue condecorado como Caballero de la Orden de Dannebrog en 1803.
Una calle en Oslo, no, lleva su nombre. La calle fue nombrada en honor a Anker en 1852, pero no se completó hasta 1902.